# Keine Grenzen – Żadnych granic
"Keine Grenzen – Żadnych granic" hette Polens bidrag till Eurovision Song Contest 2003, och sjöngs på tyska, polska och ryska av Ich Troje.
Låten är en ballad, om när astronauter tittar på Jorden från rymden, och då inte kan se gränser, flaggor och krig. Fredstemat påminns i den flerspråkiga sångtexten, med sång på polska tillsammans med språken i de två grannstater, som historiskt slagits mot Polen.
Låten startade som nummer 20 ut den kvällen (efter Frankrikes Louisa Baïleche med "Monts et merveilles" och före Lettlands F.L.Y. med "Hello From Mars"). Vid omröstningens slut hade låten fått 90 poäng, och slutade sjua av 26 bidrag, vilket blev Polens största framgång sedan andraplatsen debutåret 1994 med "To nie ja!".
En tyskspråkig version av låten, "Keine Grenzen", spelades också in.